# Tenkeshát
Koordináták: é. sz. 45° 53′ 20″, k. h. 18° 15′ 02″45.888889°N 18.250556°E

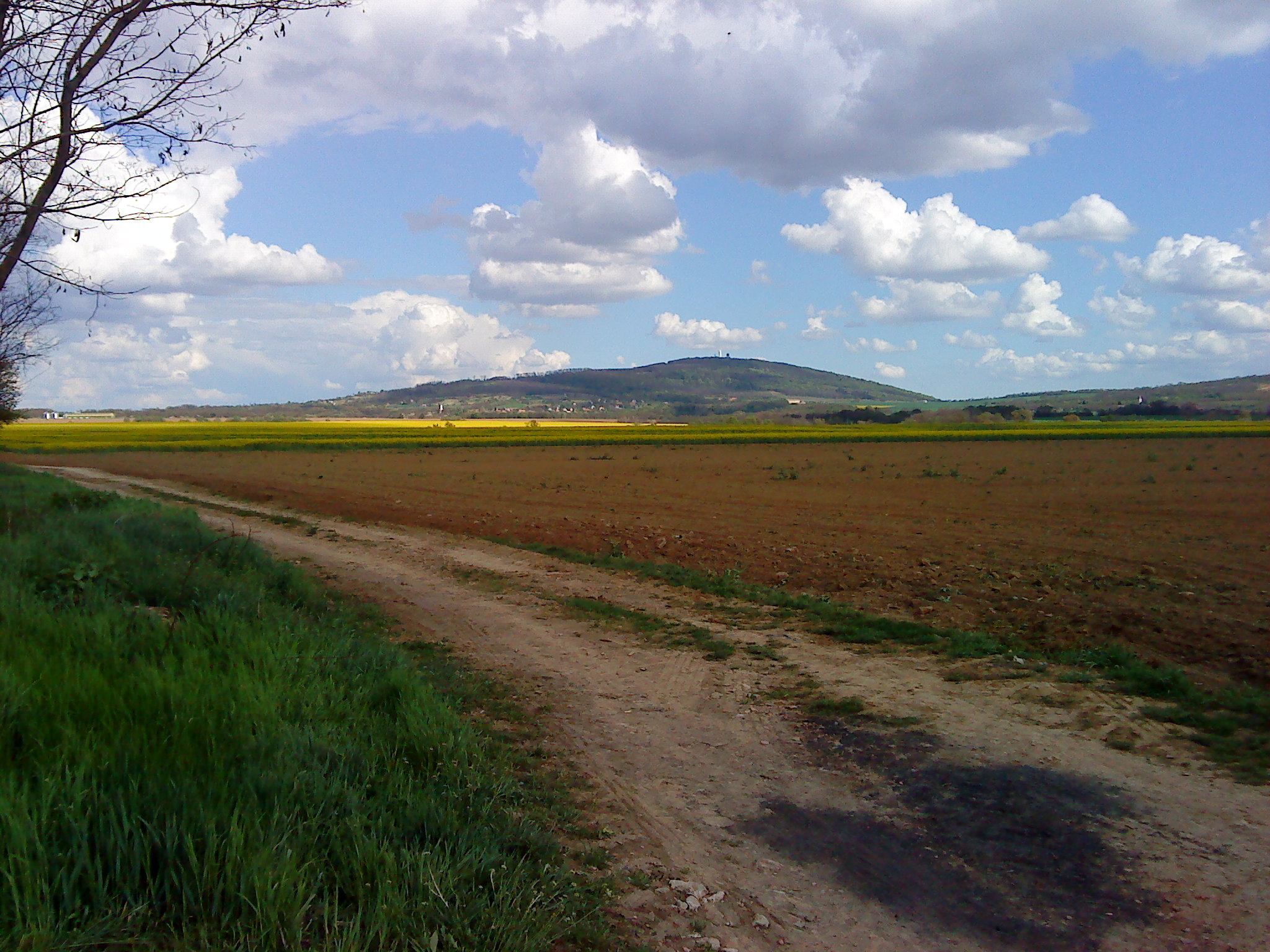
A Tenkes Garéból nézve

A Villányi-hegység nyugati vonulata a Tenkes, melynek északi lejtője a Tenkeshát.

## Tenkes
Baranya Magyarország legdélebbi vármegyéje, igen változatos domborzattal, aprófalvas településszerkezettel, sokszínű etnikummal. Az ország ezen sokrétű és érdekességekkel teli tájának is különleges vidéke a dél-baranyai tájegység, melynek jellegzetes vonulata a Villányi-hegység, nyugati része a Tenkes. Névadó magaslata Tenkes-csúcs, a vonulat nyugati őrtornyaként az Ormánság fölé emelkedő mészkőkúp.

### Tenkeshát
Tenkes „hegy” Baranya déli vidékén, a villányi dombvidéktől az Ormánság síkságáig húzódó dombvonulat, amely sajátos mikroklímával, növényvilággal, táji képződményekkel és kultúrával rendelkezik. A Tenkeshát tövében Csarnóta, Bisse, Túrony és Garé falvak terülnek el.

### Diósvölgy
Túrony község közepén, egy varázslatos liget húzódik, a Diósvölgy. A falubeliek áldozatos munkájával itt alakult ki és folyamatosan bővül a Diósvölgyi Turisztikai központ, amely számos programjával várja a hagyományos értékek iránt érdeklődőket.

## Kapcsolódó információk
- Tenkeshát Értékmegőrző Egyesület
- Diósvölgy
- Túrony temploma
- Túronyi Értéktár
- Magyar Értéktár
- Hungarikumok Archiválva 2014. július 16-i dátummal a Wayback Machine-ben